# Seeben (Salzwedel)
Seeben gehört zur Ortschaft Seebenau und ist ein Ortsteil der Hansestadt Salzwedel im Altmarkkreis Salzwedel in Sachsen-Anhalt.

## Geographie
Seeben, ein Rundplatzdorf, liegt im Norden der Altmark im Nord-Westen des Bundeslandes Sachsen-Anhalt an der Grenze zum Nachbarland Niedersachsen. Im Nordwesten liegt das Waldgebiet Seebenauer Holz im EU-Vogelschutzgebiet „Landgraben-Dumme-Niederung“. Es wird von Gräben entwässert, die nach Norden zur Wustrower Dumme fließen.
Der Ortsteil liegt an der B 71. Die nächsten größeren Städte sind Salzwedel (Entfernung 10 km), Uelzen (36 km) und Lüneburg (70 km). Nachbarorte sind Darsekau und Cheine.

## Geschichte

### Mittelalter bis Neuzeit

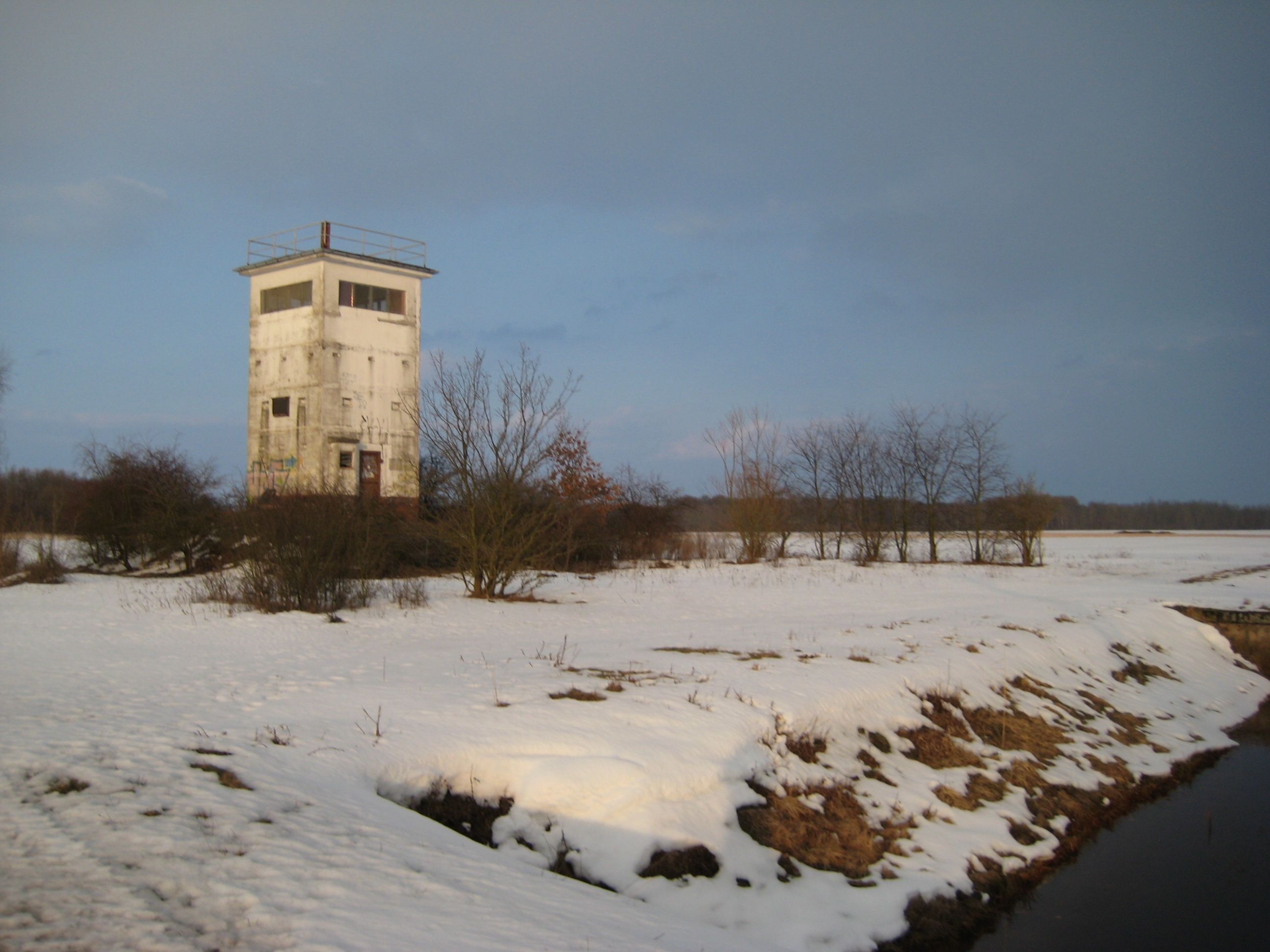
Ehemaliger Grenzturm bei Seeben

Zur ersten urkundlichen Erwähnung von Sebene kam es 956, als Otto I. dem Stift Quedlinburg sechs Dörfer schenkte, darunter das heute bekannte Seeben. Zu diesem Zeitpunkt bildete, die im 12. Jahrhundert erbaute Dorfkirche den Ortseingang für das Rundplatzdorf. 

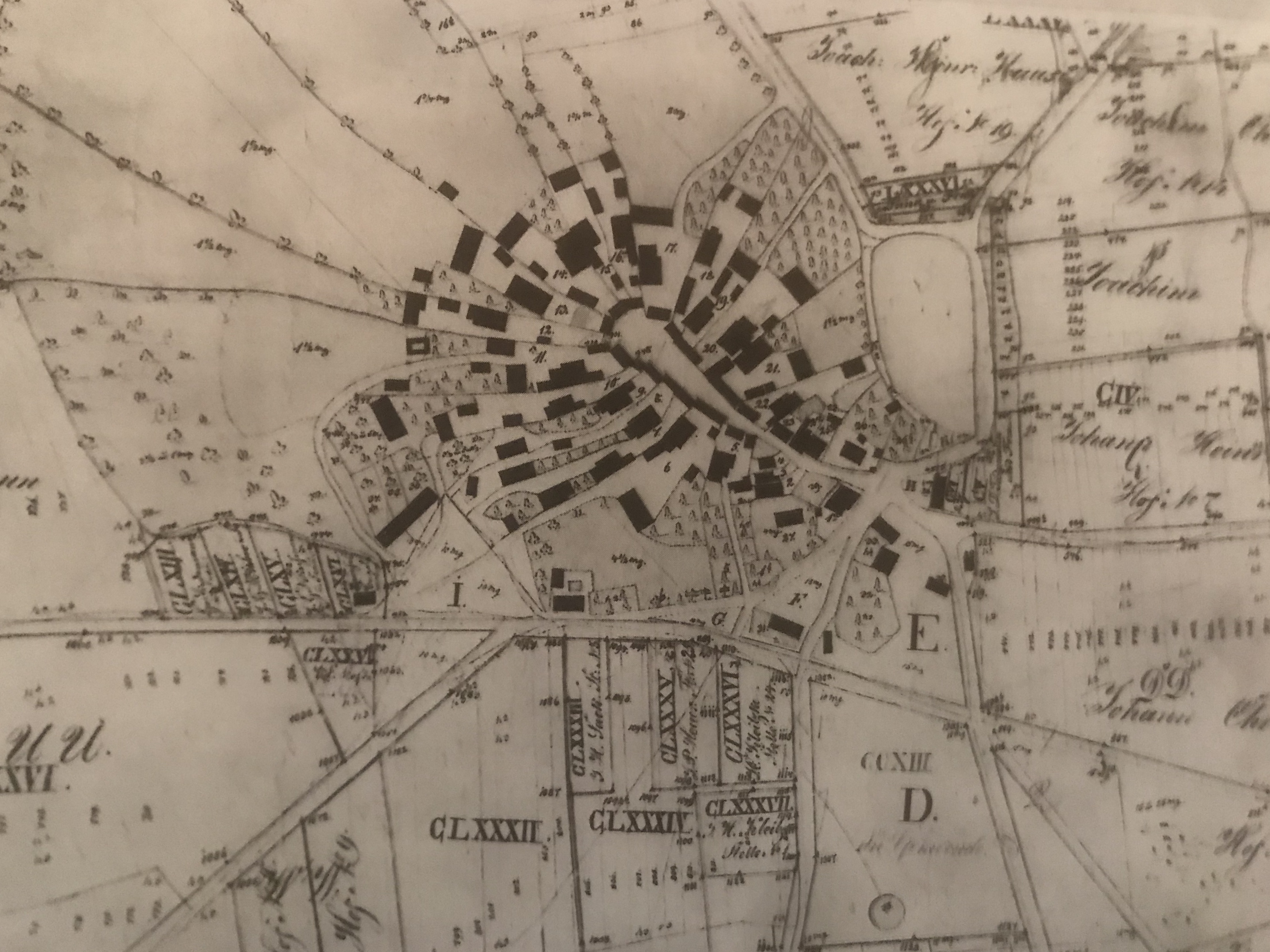
Seeben 1840

 Die heutige Ortsansicht bildete sich nach dem großen Dorfbrand im April 1863. Durch die teilweise recht dichte Bebauung und die damalige noch weit verbreitete Verwendung von Strohdächern brannte fast das gesamte Dorf mit 12 Höfen nieder. In den Folgejahren wurde der Ort wieder aufgebaut die Charakteristik eines Rundlingsdorf jedoch aufgegeben.
Im Landbuch der Mark Brandenburg von 1375 wird das Dorf als Seben aufgeführt.
Am 14. September 1569 belehnten Christoph und Antonius Wustrow den Dietrich Brewitz aus Bockhorn bei Salzwedel mit dem Dorfe Seeben, am 11. November 1839 endete diese endgültig und sämtliche Abgaben und Arbeitsleistungen wurden den Dorfbewohnern gegen eine Einmalzahlung erlassen. Die Seebener Dorfbewohner verdienten ihr Auskommen zu dieser Zeit neben der Landwirtschaft auch mit dem Holzhandel, dem Stechen und Verkaufen von Torf und auch die Herstellung von Leinen.
Im Jahr 1903 wurde die Freiwillige Feuerwehr Seeben gegründet.
Gegen Ende des Zweiten Weltkriegs marschierten am 21. April 1945 Teile des 47. Infanteriebataillons und 10. Panzerbataillons der Fifth Armored Division der US-Army aus Salzwedel kommend in Seeben ein. Zuvor kam es noch zu einigen Scharmützeln mit deutschen Soldaten in den umliegenden Wäldern. Zwei der bei diesen Kämpfen gefallenen deutschen Soldaten, sind heute in einem Waldstück Richtung Rockenthin beerdigt.
Von 1961 bis 1989 war Seeben durch seine grenznahe Lage Teil des Sperrgebiets der DDR. Ehemalige Grenzanlagen, wie beispielsweise Grenzzaun und Grenzturm, sind erhalten geblieben. Diese Relikte des Kalten Krieges und der Trennung Deutschlands sind ein Ausflugsziel von Fahrradtouristen und Naturliebhabern.

### Archäologie
Im Cheiner Torfmoor östlich von Seeben wurde im 19. Jahrhundert ein Feuersteindolch aus der frühen Bronzezeit gefunden.
1956, im Jahr des 1000-jährigen Bestehens, wurden in Seeben etwa 430 Pfennige und Groschen aus der Zeit von 1430 bis 1512 von spielenden Kindern entdeckt. Ein Lehrer, der die Münzen Tage darauf bei den Schülern fand, erkannte die Bedeutung, sammelte sie ein und übergab sie dem Danneil-Museum in Salzwedel, wo sie heute in einer Ausstellung besichtigt werden können.

### Sagen
In der Sage Über die Entstehung des Dorfes Seeben, die Alfred Pohlmann im Jahre 1901 überlieferte, wird über den Riesen Jan Kahl und seine Frau namens Seba berichtet. Der Riese lag im Streit mit dem Markgrafen zu Salzwedel, der darauf dessen Frau entführen ließ. Später gelang dem Riesen die Befreiung seiner Frau. Sie starb aber kurz darauf. Das war an der Stelle, wo jetzt die Kirche steht. Der Riese zwang einige aus seinem Gefolge, sich dort anzusiedeln. Das Dorf benannte er nach seiner Gattin. Jan Kahl wurde im Seebenauer Holz begraben. Sein Grab war mit Eichen bepflanzt, eine auf seinem Kopf, zwei auf den Armen und zwei auf den Füßen.

### Diskussion der Ersterwähnung
Der Historiker Johannes Schultze erläuterte 1964 die verschiedenen Zuordnungen der sechs Dörfer in der marca lipani in der Urkunde von 956. Er schrieb: „Man hat die Dörfer im Gau Osterwalde in die Umgebung von Salzwedel lokalisiert, ohne dass die Ansichten in der Identifizierung übereinstimmen.“ Das sind:
- liubeme = Lübbow (Wendland) oder Lübeln (Wendland)
- klinizue = Clenze (Wendland)
- sebene = Seeben (Altmark)
- tulcu = Tylsen (Altmark)
- kazina = Kassuhn (Altmark) oder Katzien (Wendland)
- kribici = Krevese (Altmark) oder Kriwitz (Wendland)

### Eingemeindungen
Ursprünglich gehörte das Dorf zum Salzwedelischen Kreis der Mark Brandenburg in der Altmark. Zwischen 1807 und 1813 lag es im Stadtkanton Salzwedel auf dem Territorium des napoleonischen Königreichs Westphalen. Ab 1816 gehörte die Gemeinde zum Kreis Salzwedel, dem späteren Landkreis Salzwedel.
Am 1. April 1938 wurden die Gemeinden Seeben und Darsekau aus dem Landkreis Salzwedel zu einer neuen Gemeinde mit dem Namen Seebenau vereinigt. Mit der Eingemeindung von Seebenau nach Salzwedel am 1. Januar 2010 kam der Ortsteil Seeben zur Stadt Salzwedel und gleichzeitig zur neu entstandenen Ortschaft Seebenau.

### Einwohnerentwicklung
| Jahr | Einwohner |
| ---- | --------- |
| 1734 | 115       |
| 1774 | 134       |
| 1789 | 184       |
| 1798 | 175       |
| 1801 | 174       |
| 1818 | 225       |
| 1840 | 342       |
| 1864 | 384       |

| Jahr | Einwohner |
| ---- | --------- |
| 1871 | 428       |
| 1885 | 406       |
| 1892 | [00]401   |
| 1895 | 386       |
| 1900 | [00]375   |
| 1905 | 381       |
| 1910 | [00]372   |
| 1925 | 335       |

| Jahr | Einwohner |
| ---- | --------- |
| 2010 | [00]231   |
| 2014 | [00]246   |
| 2015 | [00]240   |
| 2020 | [00]215   |
| 2021 | [00]223   |
| 2022 | [00]217   |
| 2023 | [0]214    |

Quelle, wenn nicht angegeben, bis 1925:

## Religion
Die evangelische Kirchengemeinde Seeben war eingekircht in die mater combinata Rockenthin, die zur Pfarrei Bombeck gehörte. Die Evangelischen aus Seeben gehören heute zum Pfarrbereich Osterwohle-Dähre im Kirchenkreis Salzwedel im Bischofssprengel Magdeburg der Evangelischen Kirche in Mitteldeutschland.
Die ältesten überlieferten Kirchenbücher für die Pfarrei Bombeck stammen aus dem Jahre 1760.
Die katholischen Christen gehören zur Pfarrei St. Laurentius in Salzwedel im Dekanat Stendal im Bistum Magdeburg.

## Kultur und Sehenswürdigkeiten
- Die evangelische Dorfkirche Seeben ist ein mittelalterlicher Feldsteinbau. Der Dachreiter über dem Westgiebel stammt aus dem 19. Jahrhundert.[30]
- Der Ortsfriedhof mit einer Trauerhalle liegt am südöstlichen Ortsausgang.
- In Seeben steht ein Denkmal für die Gefallenen des Ersten und Zweiten Weltkrieges[31] sowie ein Kaiser-Wilhelm-Denkmal.[19]
- Mühle und Mühlenplatz sind ein Trockenrasenbiotop und dienen als Übungsplatz Feuerwehr und Platz für das jährliche Osterfeuer.[19]

### Bildung
Der Kindergarten „Seebenauer Dorfspatzen“ ist in Trägerschaft der Gemeinde, der Hansestadt Salzwedel.

### Vereine
Ein Förderverein kümmert sich um die Erhaltung der Dorfkirche in Seebenau.

## Wirtschaft und Infrastruktur
Die „Agrarproduktionsbetrieb Seebenau eG“ besteht seit 1992 und ist aus der früheren Landwirtschaftliche Produktionsgenossenschaft Seebenau-Brietz entstanden.

## Persönlichkeiten
Der Schlagersänger Klaus-Dieter Henkler wurde am 19. Januar 1944 in Seeben geboren.